# Ferme de la Motte-Mulon
La ferme de la Motte-Mulon est une ferme située à Montguillon, en France.

## Localisation
La ferme est située dans le département français de Maine-et-Loire, sur la commune de Montguillon.

## Historique
L'édifice est inscrit au titre des monuments historiques en 1926.